# Macchi M.39
Dimensions
Le Macchi M.39 est un hydravion de course conçu et construit par Macchi Aeronautica en 1925-1926. Un M.39 piloté par le Major Mario de Bernardi (1893-1959), remporta la Coupe Schneider 1926 et deux records du monde de vitesse la même année.

## Conception et développement
Le M.39 fut conçu par Mario Castoldi (1888-1968) pour représenter l'Italie à la Coupe Schneider 1926, c'est le premier monoplan à voilure basse qu'il conçut pour Macchi. C'était un hydravion de course monoplace à double flotteur de construction mixte (métal et bois). Les ailes en bois étaient haubanées, les deux tiers de leurs surfaces supérieures étaient utilisés comme radiateur pour réduire la traînée. Le pilote était assis dans un cockpit ouvert protégé par un pare-brise profilé et intégré au fuselage pour réduire la traînée aérodynamique. Les flotteurs contenaient le carburant.
Le M.39 fut conçu spécialement pour le Trophée Schneider ce qui lui valut certaines particularités : par exemple, l'aile gauche est légèrement plus longue que l'aile droite pour permettre à l'avion de virer plus serré à gauche car le circuit n'avait des virages qu'en ce sens. D'autre part les flotteurs avaient une flottabilité différente pour contrer le couple de l'hélice.
Macchi produisit deux types de M.39 : une version d'entraînement et une de compétition. La version d'entraînement avait un moteur V12  Fiat AS.2  à refroidissement liquide de 600 chevaux, tandis que la version de course avait un Fiat AS.2 de 800 chevaux. Macchi construisit deux appareils d'entraînement, trois appareils de course et une cellule non volante pour les essais statiques. Le premier M.39, un appareil d'entraînement avec le numéro de série MM.72, fut construit en seulement quelques mois. Il fut bientôt suivi par le deuxième avion d'entraînement (MM.73), les trois de compétition (MM.74, MM.75 et MM.76) et la cellule statique d'essai.

## Histoire opérationnel

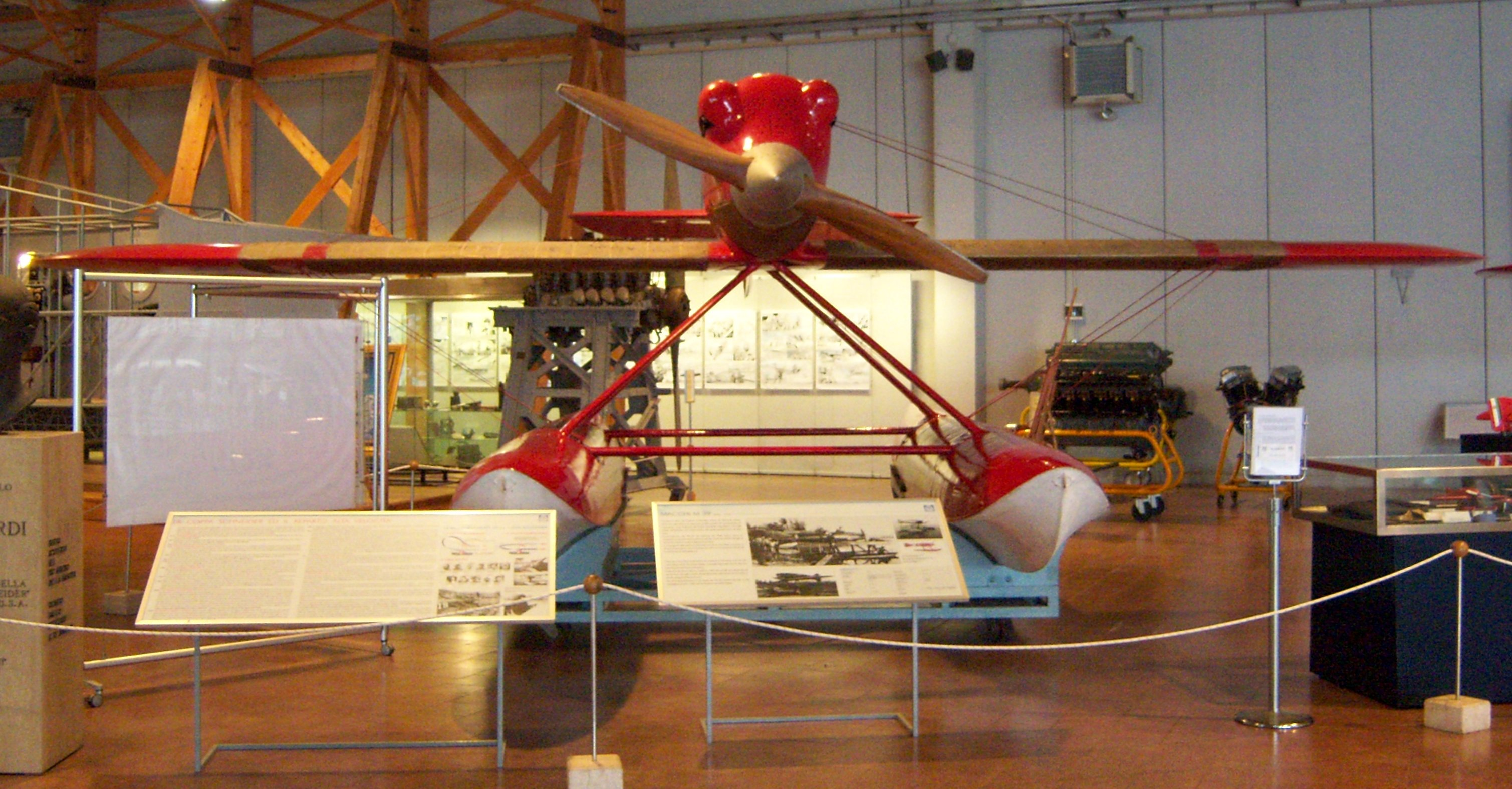
Le Macchi M.39 préservé au musée historique de l'aviation de Vigna di Valle. Cet avion, MM. 76, remporta la Coupe Schneider 1926 et deux records du monde de vitesse la même année.

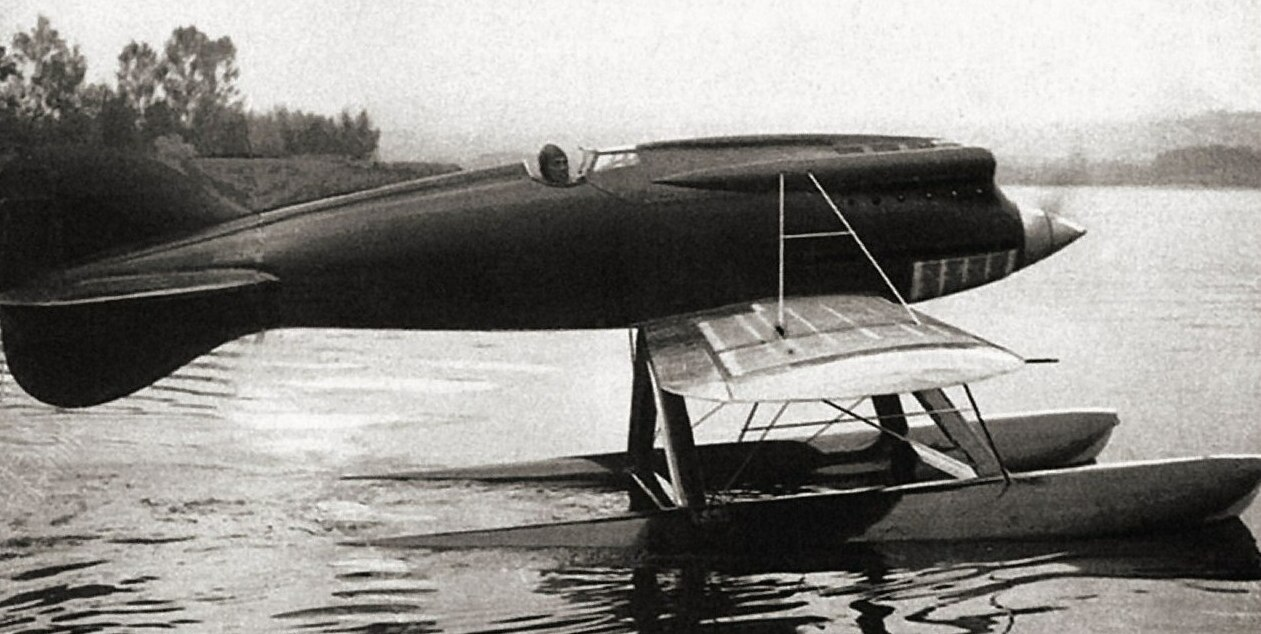
Le Macchi M. 39

Le premier M.39 à voler fut le MM.72, qui fit son premier vol le 6 juillet 1926. Le 16 septembre 1926, le capitaine de l'équipe italienne de la coupe Schneider décrocha avec l'un des avions au dessus du lac de Varèse et fut tué dans le crash, néanmoins le développement du M.39 fut poursuivi.
Le 13 novembre 1926, les trois M.39 de course prirent part à la Coupe Schneider à Hampton Roads en Virginie, aux États-unis. MM.75 subit une rupture du circuit hydraulique et dut abandonner la course dès le départ. MM.76, piloté par le Major de Bernardi, prit la première place à une vitesse moyenne de 396,698 km/h, en établissant un nouveau record du monde de vitesse en hydravion. MM.74, piloté par Adriano Bacula, arriva en troisième position. Quatre jours plus tard, le 17 novembre 1926, de Bernardi utilisa MM.76 pour établir un nouveau record du monde de vitesse de 416,618 km/h sur une 3 km à Hampton Roads. Castoldi basa la conception de son hydravion de course suivant, le Macchi M.52, sur celle du M.39.

## Liens externes

Macchi M.39 3 plans

## Opérateurs
Royaume d'Italie
- Regia Aeronautica